# Финансово-промышленная группа
Финансово-промышленная группа (ФПГ) — объединение промышленных предприятий с финансовыми учреждениями на основе установленных между ними отношений экономического и финансового взаимодействия. Может быть в форме коммерческой организации. 
Это совокупность экономических субъектов (обычно юридических лиц), либо действующих как основное и дочерние общества, либо объединивших свои активы в целях технологической или экономической интеграции.
Наиболее важным видом финансово-промышленных групп является концерн — объединение нескольких торгово-промышленных предприятий под общим финансовым руководством.
Причины возникновения ФПГ вскрыл ещё Рудольф Гильфердинг, описывая процесс слияния банковского и промышленного капитала, и образования финансового капитала.
Задачи:
1. активизация преобразований в экономике;
2. улучшение инвестиционной ситуации;
3. развитие конкурентоспособности отечественных товаров;
4. ускорение научно-технического прогресса.

В современной России ФПГ могут быть трёх разновидностей:
1. открытое акционерное общество;
2. один из участников ФПГ является доверительным управляющим пакетами акций остальных предприятий-участников ФПГ (траст);
3. один из участников ФПГ является владельцем пакетов акций остальных предприятий-участников ФПГ.